# Plaza de toros de Torreón
La plaza de toros de Torreón o plaza de toros Valente A
rellano es una plaza de toros situada en Torreóaoahuila) en México. Se emplea para eventos deportivos, culturales y de ocio. 

## Historia
Fue inaugurada el 25 de noviembre de 1934 con corrida inaugural de Fermín Espinosa Armillita y Francisco Martín Caro "Curro Caro" con toros de San Mateo, impulsada por Don Joaquin Garcia Cruz y la Familia Leal quienes son empresarios locales. Es la más antigua de la Región Lagunera y actualmente se renta para fiestas, lucha libre, espectáculos privados. Por su ruedo han pasado matadores, novilleros, deportistas y artistas que han marcado época en la vida social y cultural de la comarca. Su diseño y construcción corrió a cargo de Cesáreo Lumbreras, arquitecto que realizó otras importantes obras en la ciudad, siendo de las más relevantes la desaparecida Casa Morisca de la Colón y Abasolo. Desde 2019 se conoce como plaza de toros Valente Orellano, fallecido en 1984 y cuya estatua se encuentra en el exterior de la plaza.
La ciudad de Torreón tiene una importante tradición taurina, habiendo contado plazas anteriores como la plaza de toros de La Morelos, inaugurada en 1902 y desmantelada en 1915.

## Descripción
Actualmente tiene una capacidad para 6,000 personas cómodamente sentadas o de 8,000 si también se utiliza el ruedo.